# Atomic Cartoons
Atomic Cartoons es una compañía de animación canadiense fundados en 1999 por Trevor Bentley, Mauro Casalese, Olaf Miller, Adam Ronald y Rob Davies.
La mascota de la compañía es Betty Atómica, quién aparece en su logotipo de producción.
El 8 de julio de 2015,  Atomic Cartoons fue adquirida por compañía de producción canadiense Thunderbird Films.

## Producciones
- Betty atómica[4]
- Babar y las Aventuras de Badou
- Capitán Flamingo[5]
- Clic y Clack es Como las Vueltas de Llave inglesa[6]
- Crash: Mind over Mutant (cutscenes)
- Crash of the Titans (títeres de sombra intro película)
- Milo's Bug Quest (carácter, prop y diseños de fondo, y storyboards)[7]
- Rocket Monkeys[8]
- Spider-Man Unlimited
- El mundo de Quest
- Johnny Test
- Blaze and the Monster Machines (Estación 4)
- Transformers: Rescue Bots (temporada 1)
- Ella el Elefante
- Angry Birds Toons (episodios 45–presente)
- Mixels (temporada 1 & Mixel Locura de Luna!)
- Little Charmers
- Max & Ruby (temporada 6)
- Molly de Denali (2019-presente)
- Pirate Express
- Nico Puede Bailar!
- Winston Steinberger & Señor Dudley Ding Dong
- Counterfeit Cat (2016-2017)
- Cinco Reloj de Alarma 'Robot' (vídeo de música)
- Mariachi Zombi
- Capitán Cornelius' Laguna de Historieta
- Beat Bugs
- Calle Dálmatas 101 (episodios 52
- Oddbals